# Петруненко Федір Григорович
Федір Григорович Петруненко (6 червня ст. ст. 1879, м. Шостка — 1938) — український літератор початку XX сторіччя, друг останніх років життя Лесі Українки.
Батько Федора Петруненка — селянин з с. Журавки. Можливо, за назвою місця народження й проживання батька Федір Петруненко взяв собі псевдонім Ф. Журавський. Працював робітником у Шосткинському пороховому заводі.
Певний час у літературознавчих статтях, виданнях, присвячених висвітленню життя і творчості Лесі Українки, його помилково називали «Петровичем». А у 12 випуску поетичної антології «Українська муза», яку впорядкував і видав український письменник Олекса Коваленко (1880—1927), він був поданий як «Петрусенко». Саме тут Петруненко подав на суд читачів свої перші поезії. Пізніше Петруненко вміщував свої поетичні твори у журналі «Рідний край», одним з організаторів і редакторів якого був Григорій Коваленко (1868—1937). Значний перелік інших видань, у яких Петруненко вміщував свої твори. Це «Молода Україна» (1908—1914), який видавала власним коштом Олена Пчілка; альманах «Українська хата», «Рада», «Літературно-науковий вісник», «Дзвін», «Маяк», двотомний українсько-російський тижневик «Огні», «Сніп» (Харків), тижневик «Дніпрові хвилі» (Катеринослав). Є дані, що за час літературної праці в 1908—1914 роках Петруненко опублікував 60 віршів. Більшість їх підписано справжнім ім'ям, частину псевдонімами Богдан Раєвський, Криштоф Май, Ст. Вершій.
Петруненко спілкувався з родиною Косачів. Особливо близько потоваришував із Лесею Українкою. Климент Квітка у спогадах «На роковини смерті Лесі Українки» свідчив, що поетеса «з симпатією відносилася до молодого поета Петруненка», вважаючи, «що він занадто скромний і що більш одваги було б на пожиток, і з того вийшов би і більший розмах його поетичної діяльності». Петруненкові належить честь надрукувати останній творчий задум Лесі Українки — план-конспект ненаписаної драматичної поеми. Смерть Лесі Українки глибоко вразила Ф. Г. Петруненка. Боляче сприйнявши цю втрату, він 1914 року кидає свої літературні спроби, залишає Київ. Місто без поетеси для нього не існувало… Повертається до рідної Шостки. І лише з часом, коли 1923-го тут виникає літературна організація «Стройка», береться за перо. Інколи друкує поезії на сторінках місцевої преси. Коли шосткинські й глухівські літератори-початківці об'єдналися у федерацію і випустили літературно-художній альманах «Вперед» (Глухів, «Червоне село», 1928), став одним із його авторів та надрукував у ньому три раніше невідомі листи Лесі Українки до нього.
30 квітня 1938 року Ф. Г. Петруненка, тоді машиніста-переписувача Шосткинського райфінвідділу, заарештували. Спочатку тримали під вартою у в'язниці м. Глухова, згодом переправили до Чернігова. Звинувачували у належності до партії есерів та в участі у збройному повстанні проти більшовицького загону Ремньова 1918 року. У протоколі № 69 засідання «трійки» при Чернігівському обласному управлінні НКВС УРСР за 5 травня 1938 року зазначено: «Петруненко Федора Григорьевича расстрелять. Лично принадлежащее ему имущество — конфисковать». Акт за 7 червня того самого року ствердив: «Приговор приведен в исполнение». Реабілітовано Ф. Г. Петруненка 19 червня 1957 року.
Твори:
1. Петруненко Ф. «Ми тільки вдвох з тобою…» // Літературно-науковий вістник — 1899. — Річник 15, т. 59, кн. 7-8. — С. 78.
2. Петруненко Ф. Фрагмент // Українська хата. — 1912. — № 5. — С. 378.
3. Петруненко Ф. На мотів з Верлена // Дзвін. –. 1914. — № 4. — С. 294.